# György Kósa
Dans le nom hongrois Kósa György, le nom de famille précède le prénom, mais cet article utilise l’ordre habituel en français György Kósa, où le prénom précède le nom.
Pour les articles homonymes, voir Kósa.
György Kósa ([ ɟøɾɟ], [ˈkoːʃɒ]) est un compositeur et pianiste hongrois, né à Budapest le 24 avril 1897 et décédé dans la même ville le 16 août 1984.

## Biographie
Kósa a étudié à l'Académie de musique Franz-Liszt de Budapest avec Béla Bartók, il apprend le piano avec Ernst von Dohnányi, la composition avec Zoltán Kodály et Victor von Herzfeld entre 1906 et 1915. Il est ensuite répétiteur à l'opéra de Budapest en 1916 et 1917, puis directeur musical du Théâtre Tripolis en 1920 et 1921. À partir de 1927, il sera professeur à l'École des Hautes Études Musicales Franz Liszt, poste qu'il occupera jusqu'en 1962. Kósa a beaucoup composé, il est l'auteur d'entre autres neuf symphonies, une messe, deux requiems et huit quatuors à cordes. 

## Principales compositions

### Piano

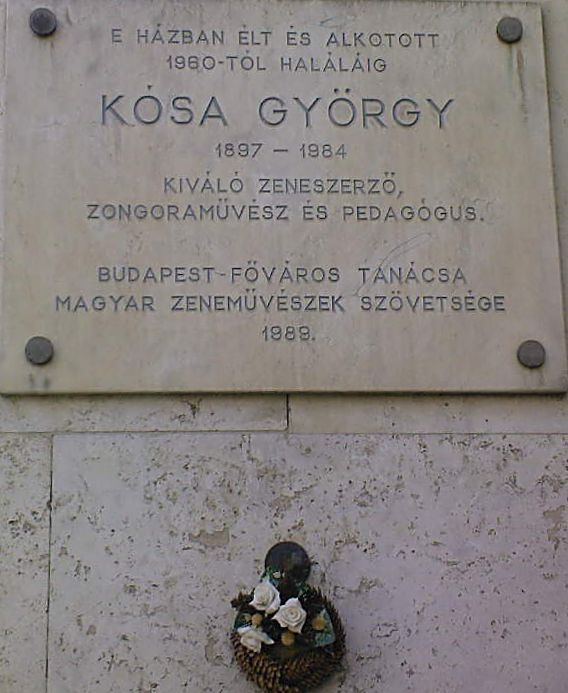
Plaque commémorative.

- 13 Bagatelles (1924)
- Sonate pour piano n°1 (1941)
- Sonate pour piano n°2 (1947)
- Sonate pour piano n°3 (1956)

### Pièces pour divers instruments
- Trio pour flûte, alto et violoncelle (1941)
- Sonate pour violoncelle et piano

### Quatuors à cordes
- 8 quatuors entre 1920 et 1965

### Symphonies
- Symphonie n°1 (1921)
- Symphonie n°2 (1927)
- Symphonie n°3 (1933)
- Symphonie n°4 (1934)
- Symphonie n°5 (1937)
- Symphonie n°6 (1946)
- Symphonie n°7 (1957)
- Symphonie n°8 (1959)
- Symphonie n°9 (1969)

### Opéras
9 opéras, parmi lesquels :
- Trois Miracles d'Arva Jozsi (1932)
- Tartuffe (1952)

### Musique vocale
- 25 oratorios ou cantates sur des textes profanes
- 7 oratorios ou cantates sur des textes religieux